# James Staats Forbes

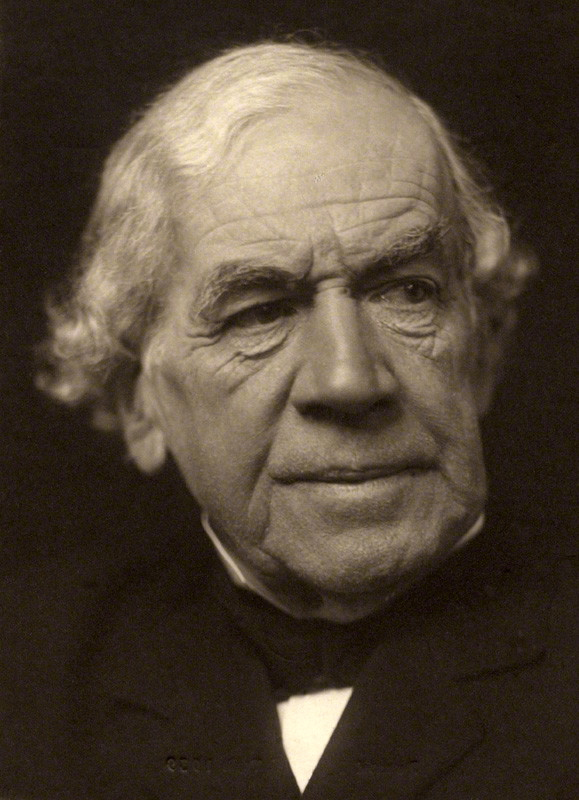
James Staats Forbes (1902), Platindruck von George Beresford

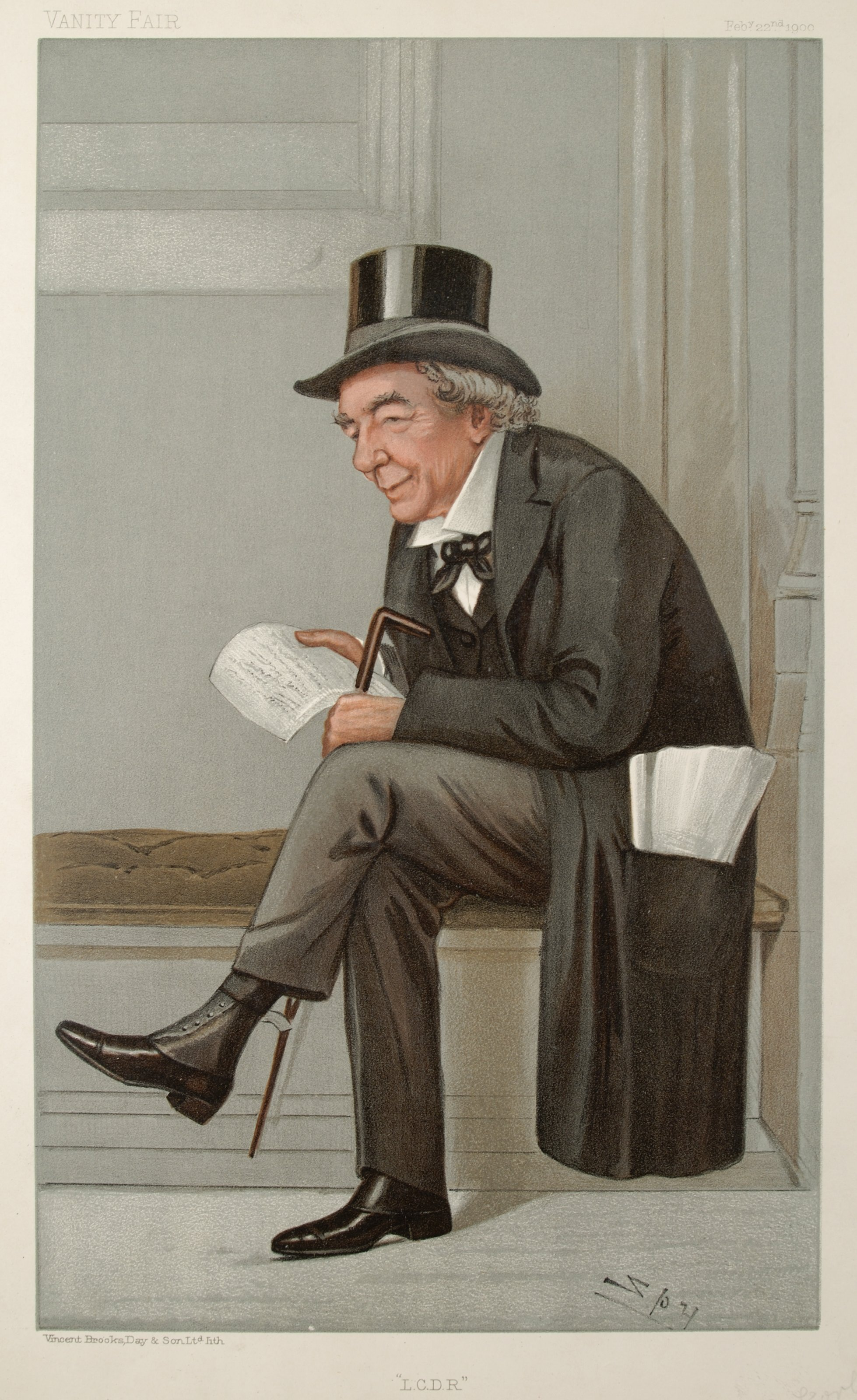
Karikatur von Forbes, gezeichnet von Spy für Vanity Fair (1900)

James Staats Forbes (* 7. März 1823 in Aberdeen; † 7. April 1904 in Chelsea) war ein britischer Manager und Kunstsammler. Er leitete mehrere Bahngesellschaften, darunter die London, Chatham and Dover Railway und die District Railway in London.

## Biografie
Er war das älteste von sechs Kindern des gleichnamigen Vaters und von Anne Walker. Forbes ging in Woolwich zur Schule und wurde 1840 im Büro von Isambard Kingdom Brunel, dem damaligen Chefingenieur der Great Western Railway (GWR), als Bauzeichner angestellt. 1841 begann er bei der GWR als Büroangestellter zu arbeiten und stieg rasch zum Güterverkehrsmanager des Bahnhofs Paddington auf. 1851 heiratete er Ann Bennett, das Paar hatte zwei Söhne und zwei Töchter.
1857 ging Forbes in die Niederlande zu der unter britischem Management stehenden Nederlandsche Rhijnspoorweg-Maatschappij, deren Geschäftsführer er nach kurzer Zeit war. Es gelang ihm, die kurz vor dem Bankrott stehende Gesellschaft wieder auf Erfolgskurs zu bringen. Die GWR bot ihm zweimal dieselbe Position an, doch er entschied sich stattdessen für die London, Chatham and Dover Railway (LC&DR), die sich damals in einem Insolvenzverfahren befand. Zunächst war er Geschäftsführer, ab 1873 auch Vorstandsvorsitzender. Diese Positionen hatte er bis 1899 inne, als die LC&DR mit der South Eastern Railway seines langjährigen Rivalen Edward Watkin als South Eastern and Chatham Railway eine Betriebsgemeinschaft bildete.
Im Oktober 1870 schloss sich Forbes dem Verwaltungsrat der District Railway an, die damals ebenfalls kurz vor der Insolvenz stand. Von 1872 bis 1901 war er Vorstandsvorsitzender. Über zwei Jahrzehnte lang lieferte er sich einen erbitterten Konkurrenzkampf mit der Metropolitan Railway, die unter Watkins Kontrolle stand. Forbes war auch bei verschiedenen anderen Unternehmen involviert: Vorsitzender der Edison and Swan Electric Light Company, Präsident der National Telephone Company, Direktor der Lion Fire Insurance Company und der Hull and Barnsley Railway, Vorsitzender der Whitechapel and Bow Railway sowie Finanzberater der Didcot, Newbury and Southampton Railway. 1873 trat er als Kandidat der Liberal Party bei einer Nachwahl für den Unterhaus-Wahlkreis Dover an, wurde aber nicht gewählt.
James Staats Forbes war der Onkel des Malers Stanhope Forbes und der Vater des Zoologen William Alexander Forbes.

## Kunstsammlung
Forbes war ein eifriger Kunstliebhaber und baute eine umfangreiche Sammlung auf, insbesondere von niederländischen Maler der Haager Schule des 19. Jahrhunderts und der Schule von Barbizon. Dazu gehörten einerseits Werke von Théophile de Bock, Johannes Bosboom, Hein Kever, Jacob Maris, Willem Maris, Anton Mauve, Albert Neuhuys und Johan Hendrik Weissenbruch, andererseits von Jean-Baptiste Camille Corot, Charles-François Daubigny, Narcisso Virgilio Díaz de la Peña und Jean-François Millet. Er besaß auch mehrere Gemälde von James McNeill Whistler.
Nach seinem Tod beschlossen die Testamentsvollstrecker, die Sammlung nicht in einem Stück zu verkaufen, da dies sonst die Marktpreise gedrückt hätte. Stattdessen teilten sie die Sammlung auf. Vierhundert ausgewählte Werke wurden 1905 in den Grafton Galleries in London ausgestellt. Ein großer Teil davon ging in den Besitz von Abraham Preyer über; die Transaktion galt damals eine der weltweit größten.